# Louis Krebs
Pour les articles homonymes, voir Krebs.
Louis Charles Krebs, né le 11 mai 1886 à Paris (4e) et mort le 24 août 1944, est un ingénieur, un entrepreneur et un constructeur naval ainsi qu'un résistant français de la Seconde Guerre mondiale.

## Biographie
Louis est le fils de l'inventeur Arthur Krebs qui a participé à l'invention du sous-marin Gymnote en 1888.
À la fin de la Première Guerre mondiale, il crée une concession Panhard à Paris et il y restera dix ans.
En 1931, il achète un chantier de construction navale Le Roy Frères à Concarneau qu'il nomme le Chantier Krebs. On lui doit en 1933 avec le frigoriste Henri Alliot, l'idée et la conception de la chambre froide sur les thoniers, ainsi que la création du concept des chalutiers-thoniers, ces « bateaux mixtes » qui pratiquent la pêche au chalut durant l'hiver et la pêche au thon durant l'été. Il sera élu maire de Lanriec (1943-1944).
Au début de la Seconde Guerre mondiale, Louis Krebs est capitaine de réserve. Il est donc rappelé. Pendant quelques mois il commande une compagnie du train. Par la suite, il rentre à Concarneau. Il mourra abattu le 24 août 1944 par les forces allemandes.
Marie Chamming's, sa fille et auteur du livre J'ai choisi la tempête, Prix Vérité 1964, témoigne :

« Il a un rôle très actif dans la résistance dès le début de la guerre en étant en liaison avec Alex, l'agent du réseau Notre-Dame Castille du Colonel Rémy pour les départs clandestins en Angleterre par bateau, allant jusqu'à faire des cachettes dans deux thoniers, et fournissant tous les renseignements qu'il peut obtenir. Et il remplace le Docteur Nicolas à la tête de Libération-Nord à Concarneau, quand celui-ci est fusillé par les Allemands, devenant Monsieur Charles.
Avec le professeur Legendre, il discute inlassablement avec le Capitaine Otto, commandant de la place, pour épargner des vies et éviter des destructions qui auraient pu être catastrophiques; s'occupant sans relâche des populations, en particulier de celles de Lanriec et de Douric-ar-Zin, et restant en liaison avec Quimper.
Il était appelé à jouer un rôle important dans toute la région après la libération, qu'il n'a pas connue, ayant été tué chez lui par une balle de fusil-mitrailleur dirigé sur sa maison, le matin où les Allemands sont partis par mer pour Lorient le 24 août 1944. »

## Distinctions

### Décoration
- Chevalier de la Légion d'honneur

### Hommage
Une rue de Concarneau porte son nom.
Un chalutier, construit sur les plans de Louis Krebs en 1946, a porté son nom.